# Округ Џаспер (Џорџија)
Округ Џаспер (енгл. Jasper County) је округ у америчкој савезној држави Џорџија.

## Демографија
По попису из 2010. године број становника је 13.900, што је 2.474 (21,7%) становника више него 2000. године.
| Група             | 2000.         | 2010.          |
| Белци             | 7.964 (69,7%) | 10.095 (72,6%) |
| Афроамериканци    | 3.115 (27,3%) | 3.037 (21,8%)  |
| Азијати           | 18 (0,2%)     | 30 (0,2%)      |
| Хиспаноамериканци | 236 (2,1%)    | 510 (3,7%)     |
| Укупно            | 11.426        | 13.900         |